# Ian O'Brien
Ian Lovett O'Brien (Wellington, 3 marzo 1947) è un ex nuotatore australiano.
Specializzato nella rana, ha vinto la medaglia d'oro nei 200 m rana e il bronzo nella staffetta 4x100 m misti ai Giochi olimpici di Tokyo 1964.

È diventato uno dei Membri dell'International Swimming Hall of Fame.
È stato primatista mondiale nei 200 m rana.

## Palmarès
- Olimpiadi
  - Tokyo 1964: oro nei 200 m rana e bronzo nella 4x100 m misti.
- Giochi dell'Impero e del Commonwealth Britannico
  - 1962 - Perth: oro nelle 110yd e 220yd rana e nella staffetta 4x110yd misti.
  - 1966 - Kingston: oro nelle 110yd e 220yd rana.